# Васильева, Марианна Борисовна
Мариа́нна Бори́совна Васи́льева (род. 25 ноября 1986, Ленинград) — российская скрипачка и музыкальный педагог.

## Биография
Родилась 25 ноября 1986 года в Ленинграде в семье музыкантов. Училась у Владимира Овчарека в Санкт-Петербургской консерватории, затем у Доры Шварцберг в Венском университете музыки и у Захара Брона в Кёльнской Высшей школе музыки. Выиграла ряд международных конкурсов, в том числе «Виртуозы 2000 года» в Санкт-Петербурге (1997), Международный конкурс имени Глазунова в Париже (2000), Международный конкурс имени Людвига Шпора (2001), Международный конкурс молодых скрипачей имени Кароля Липинского и Генрика Венявского в Люблине (2009), Международный конкурс «Пражская весна» (2010), международный конкурс «Sion-Valais» (2011).
Записала альбом скрипичных дуэтов (Луиджи Боккерини, Георг Филипп Телеман, Эжен Изаи, Артюр Онеггер) с Дмитрием Коганом (2008).
В 2022 году вернулась из Европы в Санкт-Петербург.
С 2023 года преподаёт в Санкт-Петербургской государственной консерватории имени Н. А. Римского-Корсакова.